# Guard Young
Guard Young (Pensilvania, 3 de junio de 1977) es un gimnasta artístico estadounidense, subcampeón olímpico en 2004 en el concurso por equipos.

## 2001
En el Mundial celebrado en Gante (Bélgica) gana la plata por equipos, tras Bielorrusia y por delante de Ucrania (bronce). Sus compañeros en el equipo estadounidense fueron: Sean Townsend, Stephen McCain, Raj Bhavsar, Brett McClure y Paul Hamm.

## 2004
En los JJ. OO. de Atenas vuelve a ganar la plata en equipo, tras Japón y por delante de Rumania, siendo sus compañeros de equipo: Jason Gatson, Paul Hamm, Morgan Hamm, Blaine Wilson y Brett McClure.